# Sân bay Lư Sơn Cửu Giang
Sân bay Cửu Giang Giang Tây là một sân bay ở Cửu Giang, tỉnh Giang Tây, Cộng hòa Nhân dân Trung Hoa(IATA: JIU, ICAO: ZSJJ). Sân bay có đường băng dài 2800 m.

## Các hãng hàng không và tuyến bay
- China Express Airlines (Hạ Môn)
- China Southern Airlines (Quảng Châu)
- Shanghai Airlines (Bắc Kinh-Thủ đô, Thượng Hải-Hồng Kiều)